# Typha lugdunensis
Typha lugdunensis  là một loài thực vật có hoa trong họ Typhaceae. Loài này được P.Chabert miêu tả khoa học đầu tiên năm 1850.